# Festő csülleng
A festő csülleng vagy egyszerűen csak csülleng (latinul: Isatis tinctoria) a káposztafélék családjába tartozó növényfaj, melyet kékfestésre használtak. Magyarországon védett.

## A csüllengtermesztés története
A festő csülleng az ókori idők óta fontos forrása volt a kék színnek. Régészeti lelet textíliák vegyi elemzése kimutatta a festő csülleng használatát az újkőkorszakban, de közvetlen növényi anyagokat, mint magvakat, magvak lenyomatait ritkábban találni Európában. Magvakat a vaskorra datálhatóan, Audoste barlangjaiban leltek, Bouches-du-Rhône megyében, Franciaországban. Szintén a vaskorból származik egy lelet a mai Németországból, Heineburg településéről, ahol egy agyagedényen találtak maglenyomatokat. További mag- és magháztöredékek kerültek felszínre egy vaskori aknából, Dragonby közelében, North Lincolnshire megyében, Angliában. A Hallstatti kultúra pár temetkezési helye is tartalmazott csüllenggel festett szöveteket, mint például Hochdorf vezér, valamint Hohmichele sírjai.

Termesztették Európa-szerte, kiváltképp Nyugat- és Dél-Európában. A középkorban jelentős csüllengtermesztő területek voltak Angliában, Németországban és Franciaországban. Települések gazdagodtak meg a csüllengkereskedelemben, mint például Toulouse. A csüllenget idővel felváltotta a jobb színtartó képességgel bíró festő indigó (Indigofera tinctoria), majd a kora 20. században mindkettő helyett a szintetikus kék színek kezdtek teret hódítani.

## Képek

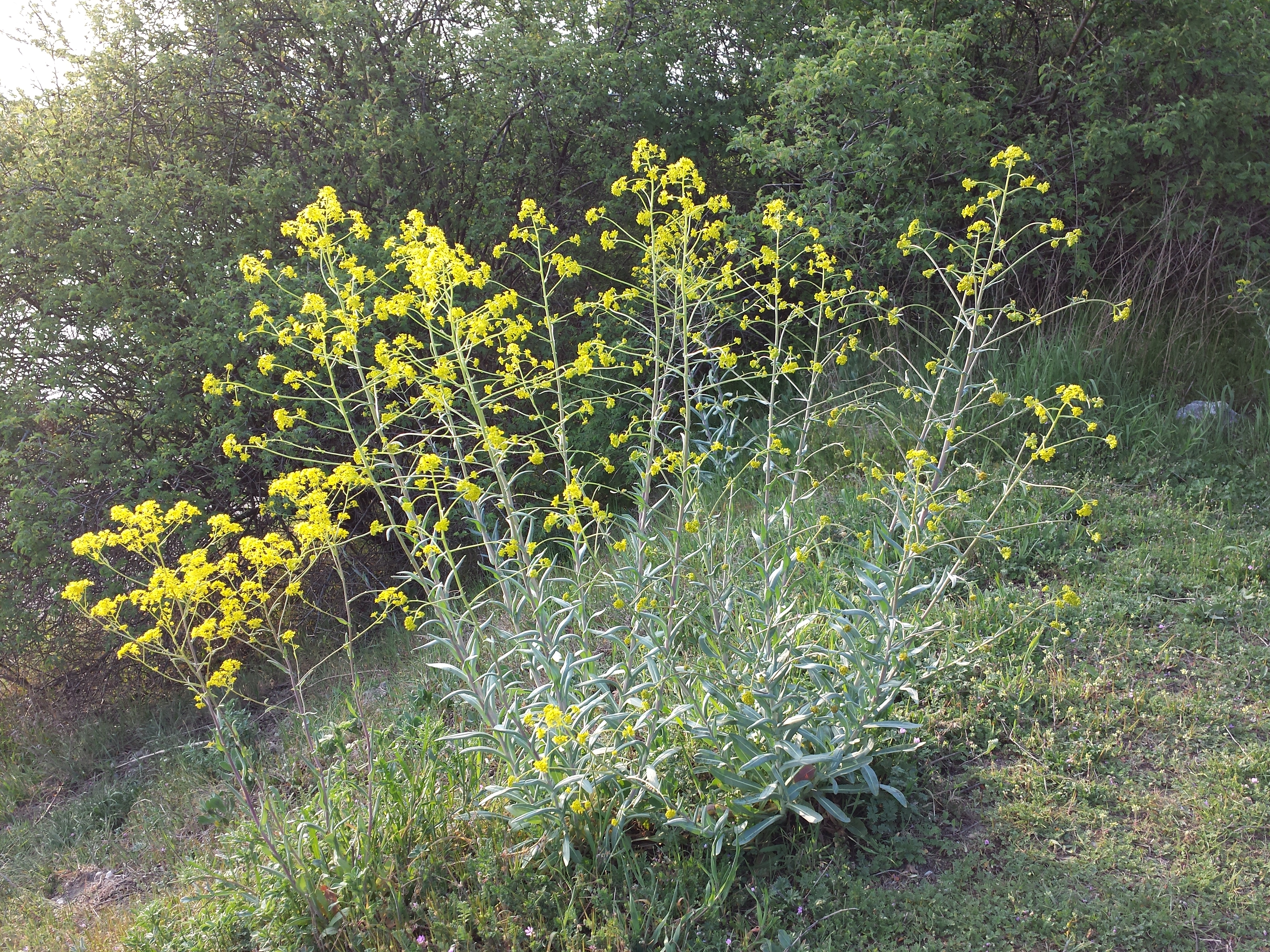
A növény
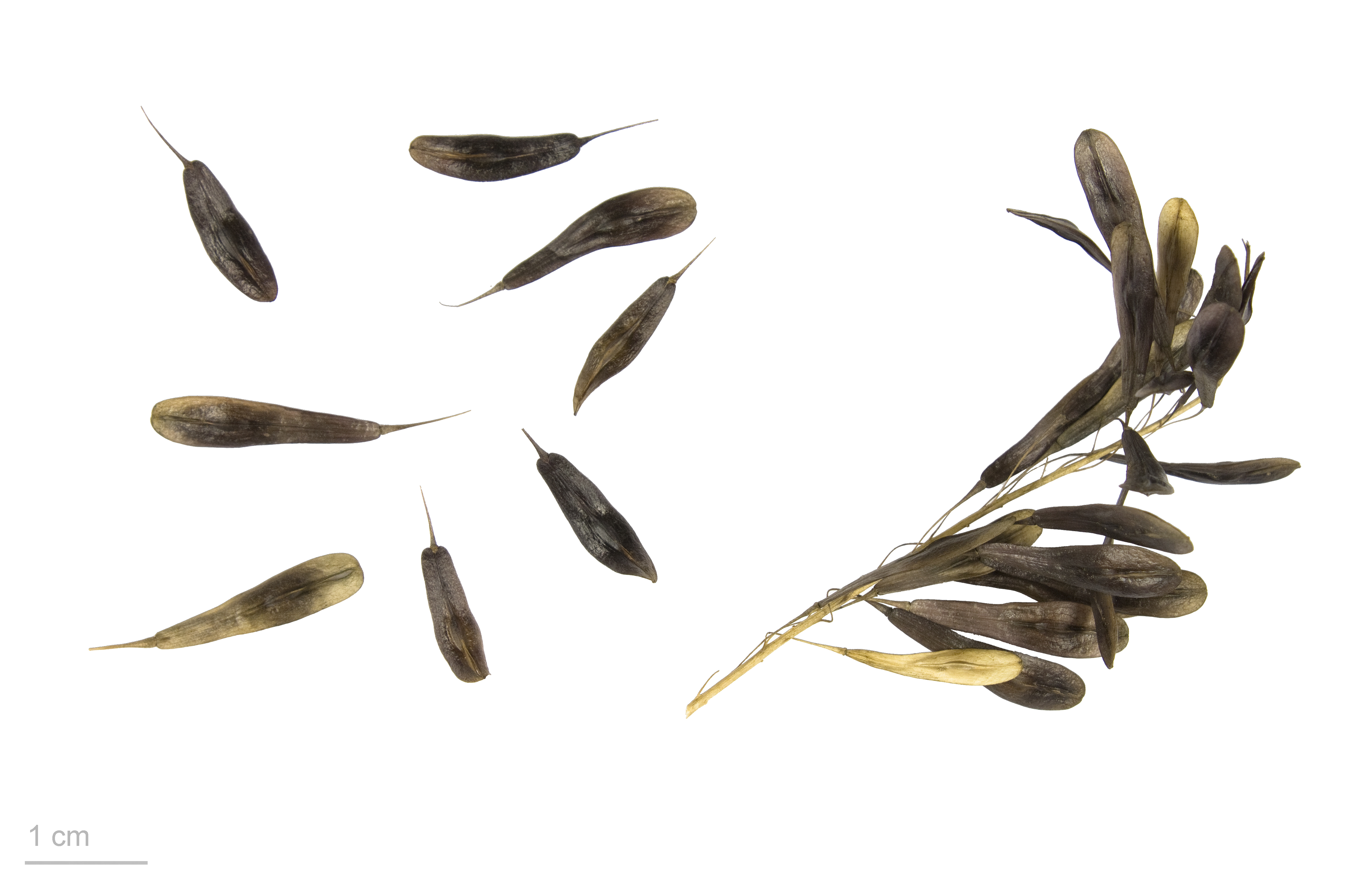
Termése és magvai a toulouse-i múzeumban
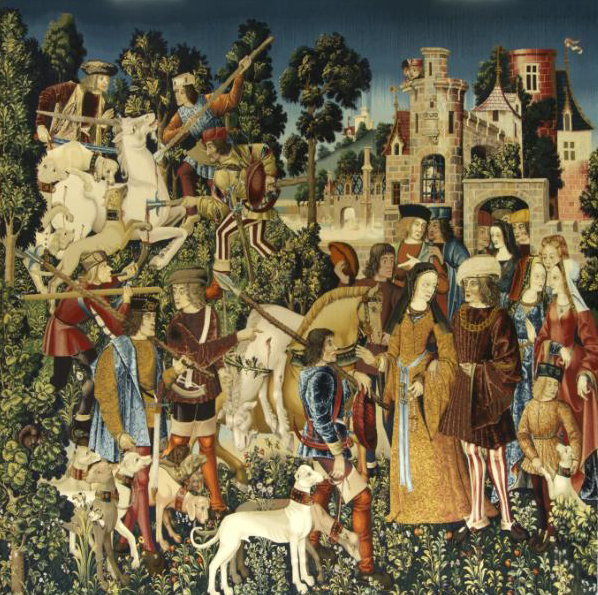
Az Egyszarvú vadászata c. falikárpit-sorozat 6. képe: Az egyszarvút meggyilkolják, illetve a várhoz viszik (1500 körül); színezése: festő rezeda (sárga), festő buzér (vörös) és festő csülleng (kék)
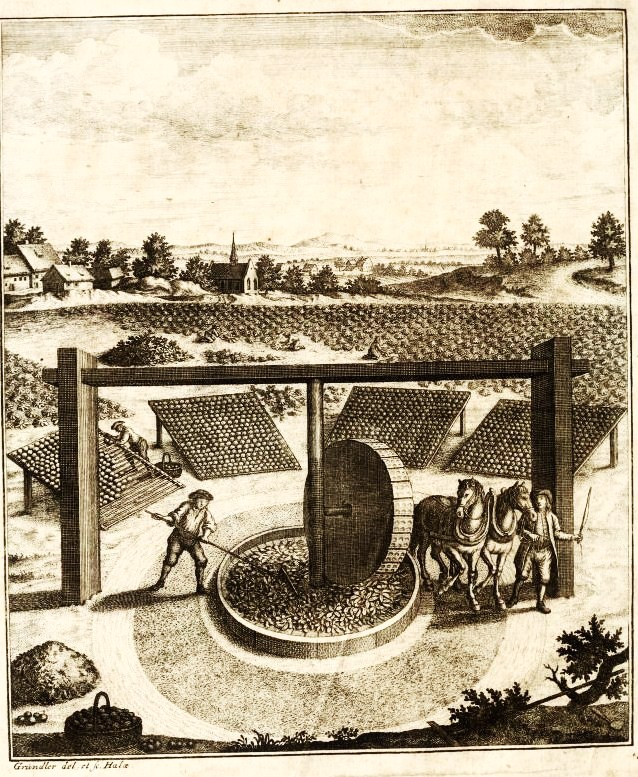
Egy türingiai német csüllengmalomról készült illusztráció, 1752
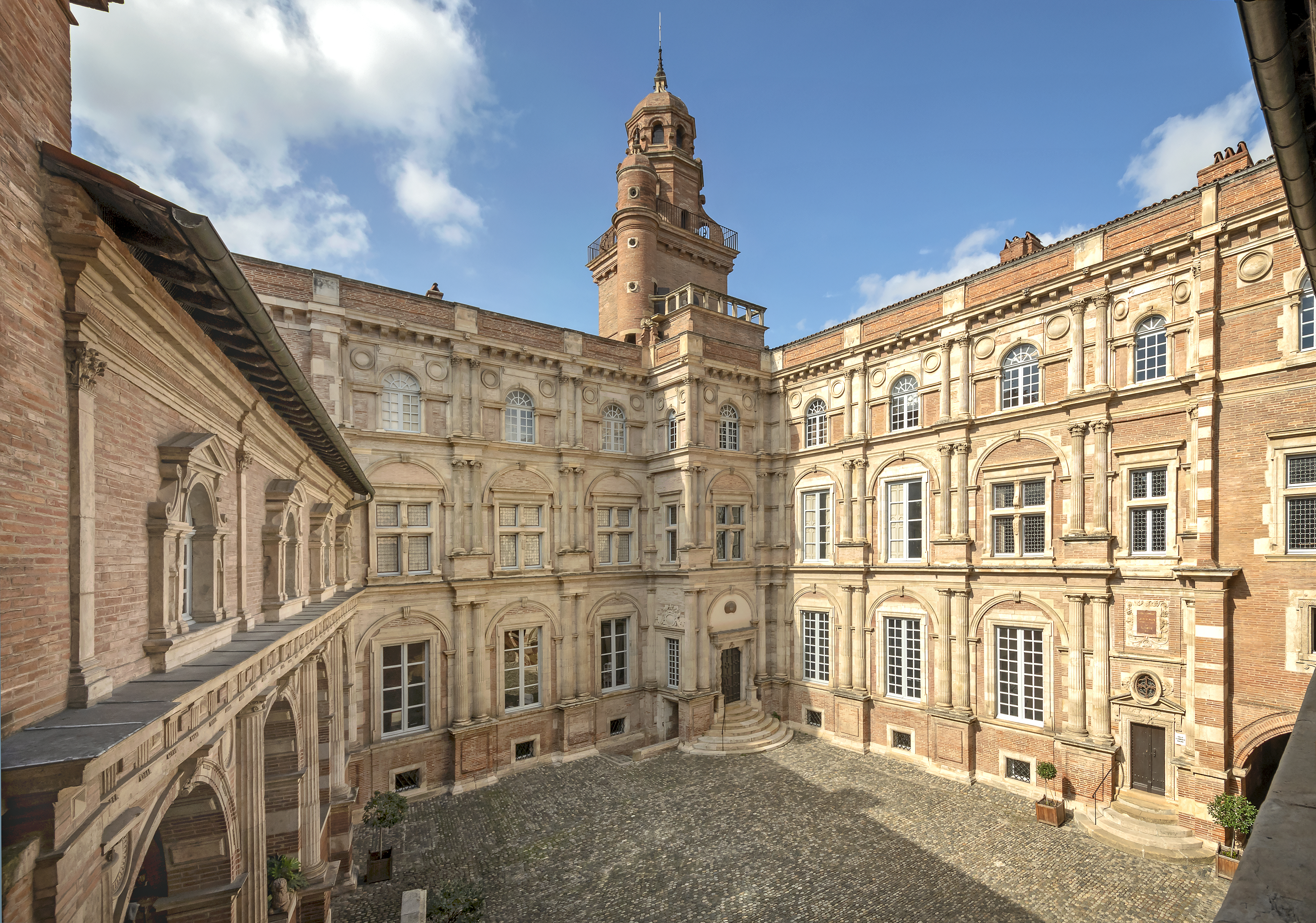
Pierre Assézat toulouse-i csüllengkereskedő 16. századi kastélya, Hôtel d'Assézat
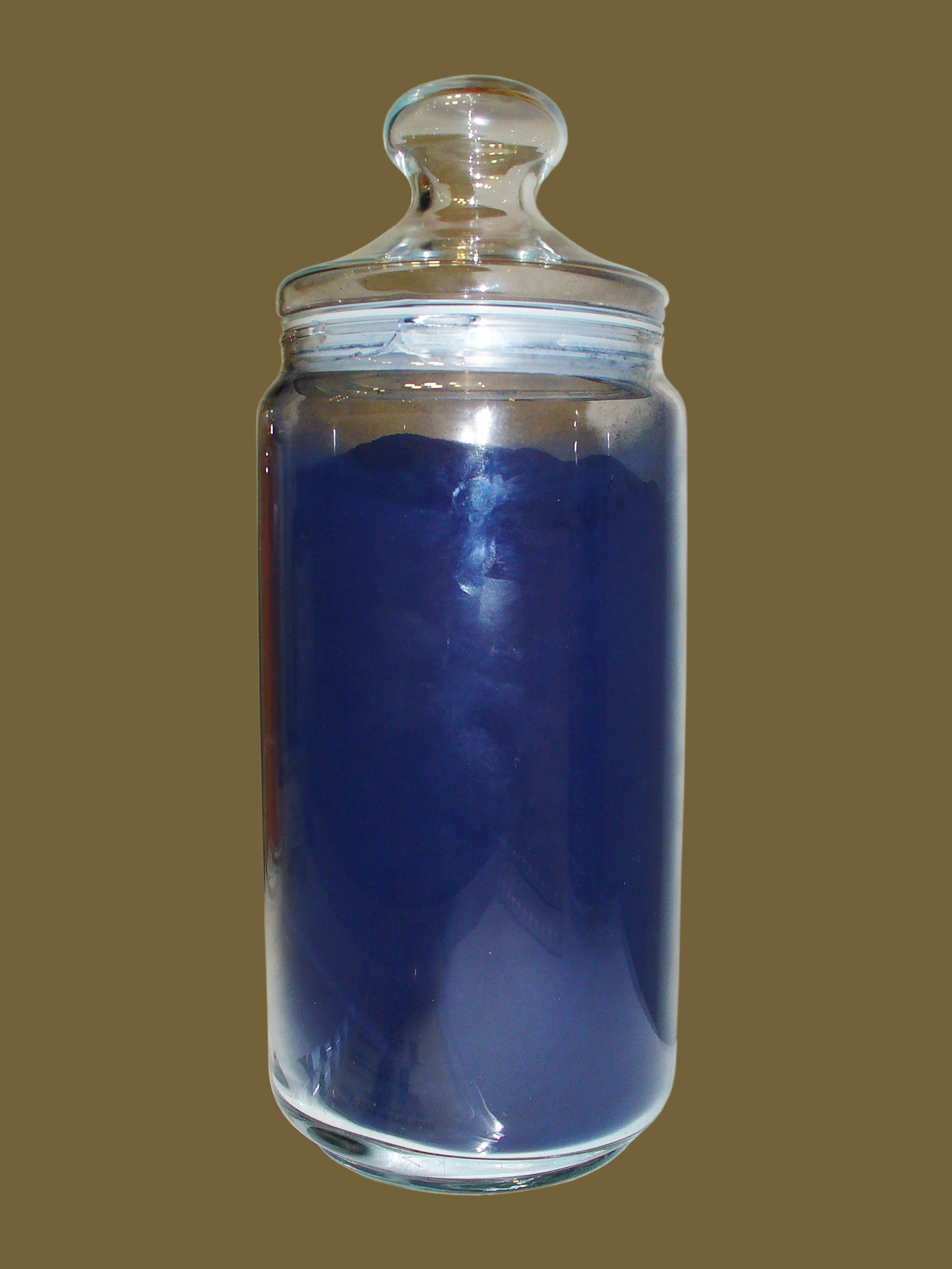
Csüllengből kivont kék színezék
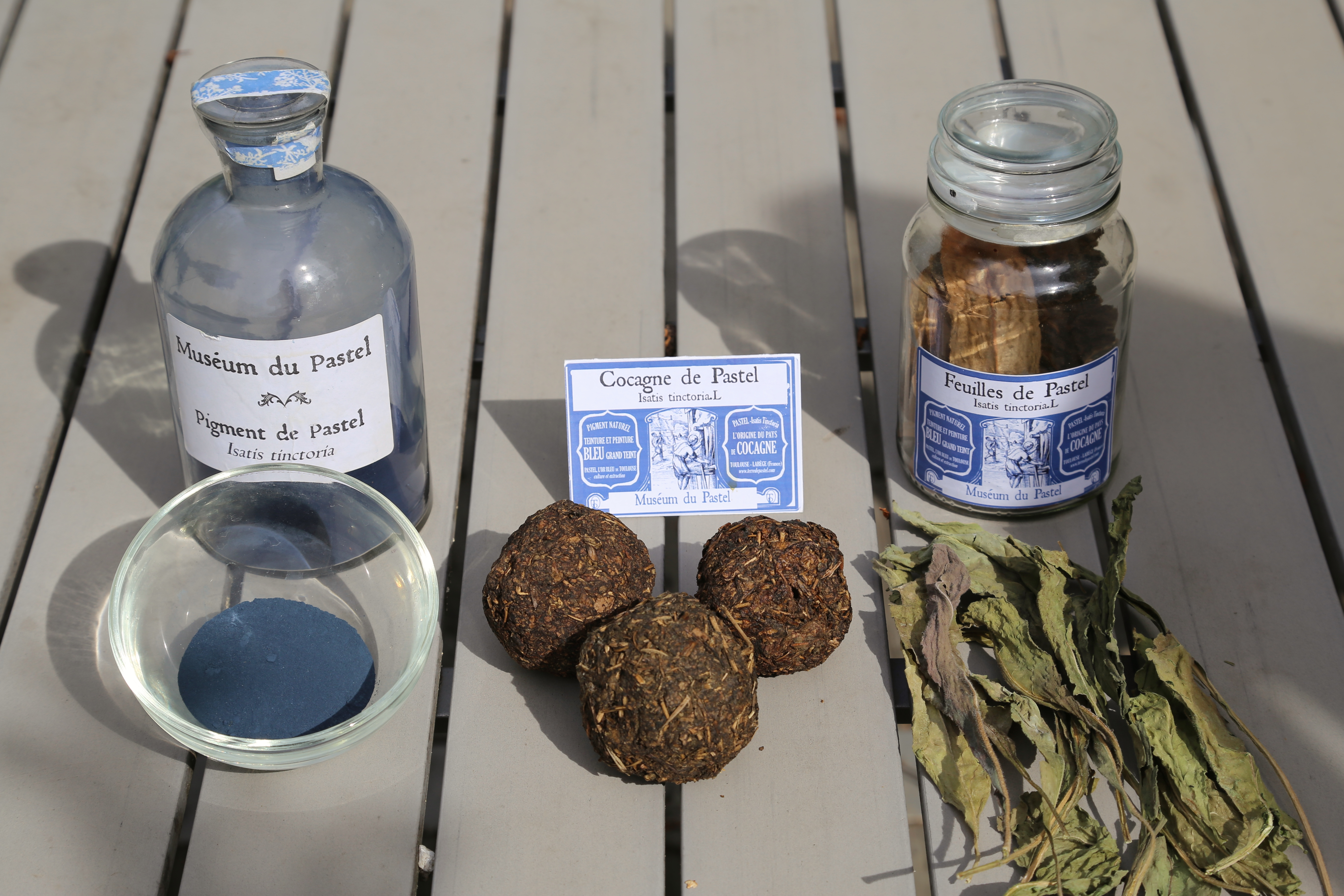

## Kapcsolódó szócikk
- Textilanyagok színezése

## Fordítás
Ez a szócikk részben vagy egészben az Isatis tinctoria című angol Wikipédia-szócikk ezen változatának fordításán alapul.  Az eredeti cikk szerkesztőit annak laptörténete sorolja fel. Ez a jelzés csupán a megfogalmazás eredetét és a szerzői jogokat jelzi, nem szolgál a cikkben szereplő információk forrásmegjelöléseként.
Ez a szócikk részben vagy egészben a Pastel des teinturiers című francia Wikipédia-szócikk ezen változatának fordításán alapul.  Az eredeti cikk szerkesztőit annak laptörténete sorolja fel. Ez a jelzés csupán a megfogalmazás eredetét és a szerzői jogokat jelzi, nem szolgál a cikkben szereplő információk forrásmegjelöléseként.